# Podoszinoveci járás

A Podoszinoveci járás a Kirovi területen

A Podoszinoveci járás (oroszul Подосиновский район) Oroszország egyik járása a Kirovi területen. Székhelye Podoszinovec.

## Népesség
- 1989-ben 25 559 lakosa volt.
- 2002-ben 21 649 lakosa volt.
- 2010-ben 17 009 lakosa volt, melyből 16 517 orosz, 103 ukrán.